# Zalew Wąchocki
Zalew w Wąchocku – sztuczny zbiornik wodny, utworzony na rzece Kamiennej w dzielnicy południowej w Wąchocku, położony wzdłuż ul. św. Rocha od południa. Od północy ograniczony przebiegiem linii kolejowej. Pełni funkcję zbiornika retencyjnego. W okresie międzywojennym istniejący w tym miejscu zbiornik wodny służył celom przemysłowym.
W roku 2005 radni miasta i gminy podjęli uchwałę o finansowaniu i budowie zbiornika. W roku 2008 zaporę ostatecznie odbudowano, spiętrzono wodę i oddano do użytku. Powierzchnia zbiornika to ok. 18 ha.
Okolony oświetloną promenadą spacerową z wydzieloną ścieżką rowerową pełni funkcję rekreacyjną i stanowi dodatkową (obok opactwa cystersów) atrakcję turystyczną.
Na zbiorniku Wąchockim nie wyznaczono kąpieliska, ale służy on miłośnikom wędkarstwa.
Trwają prace nad upiększaniem otoczenia zalewu. Funkcjonuje wypożyczalnia sprzętu pływającego, powstaje siłownia na wolnym powietrzu.

## Galeria

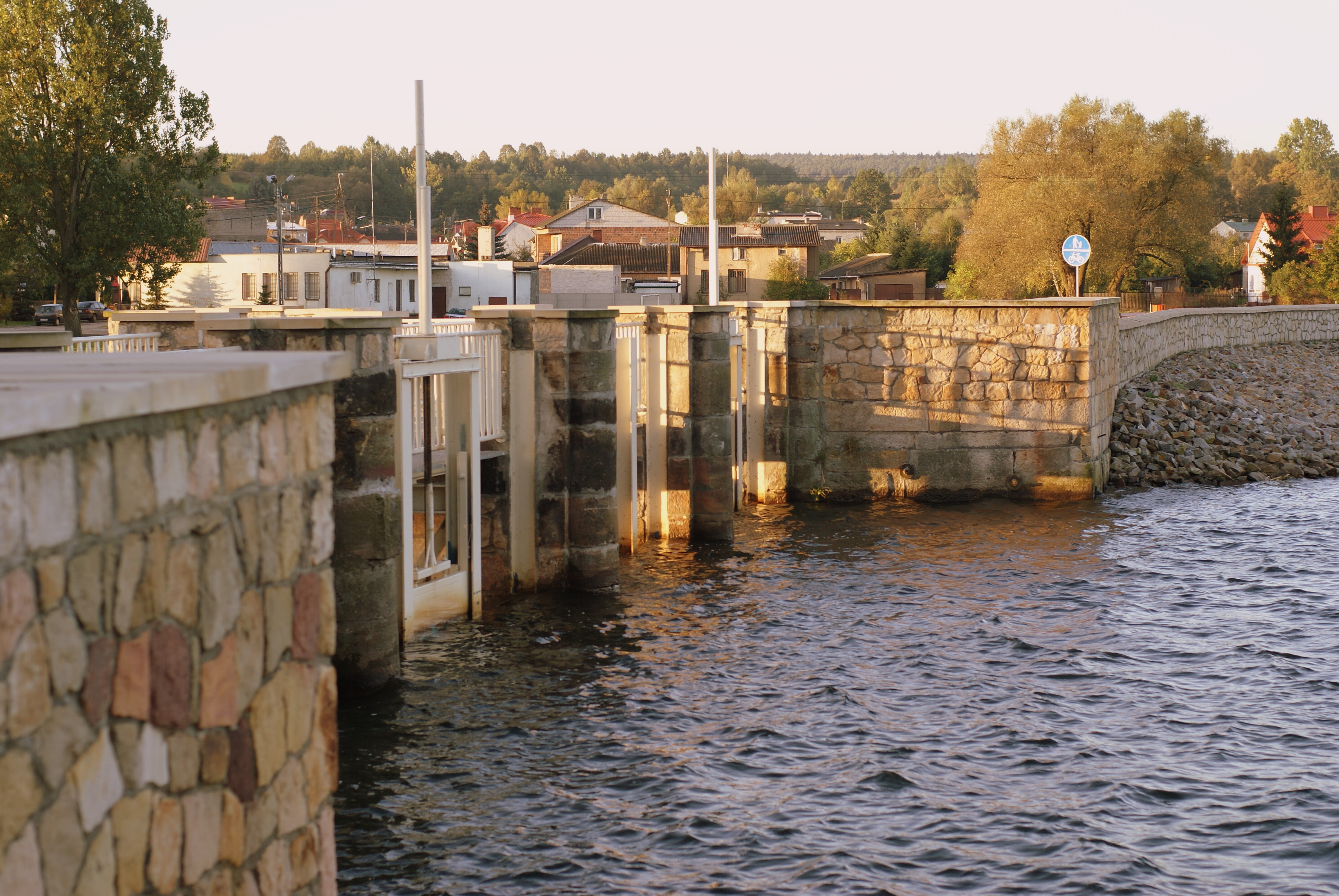
Zapora w Wąchocku
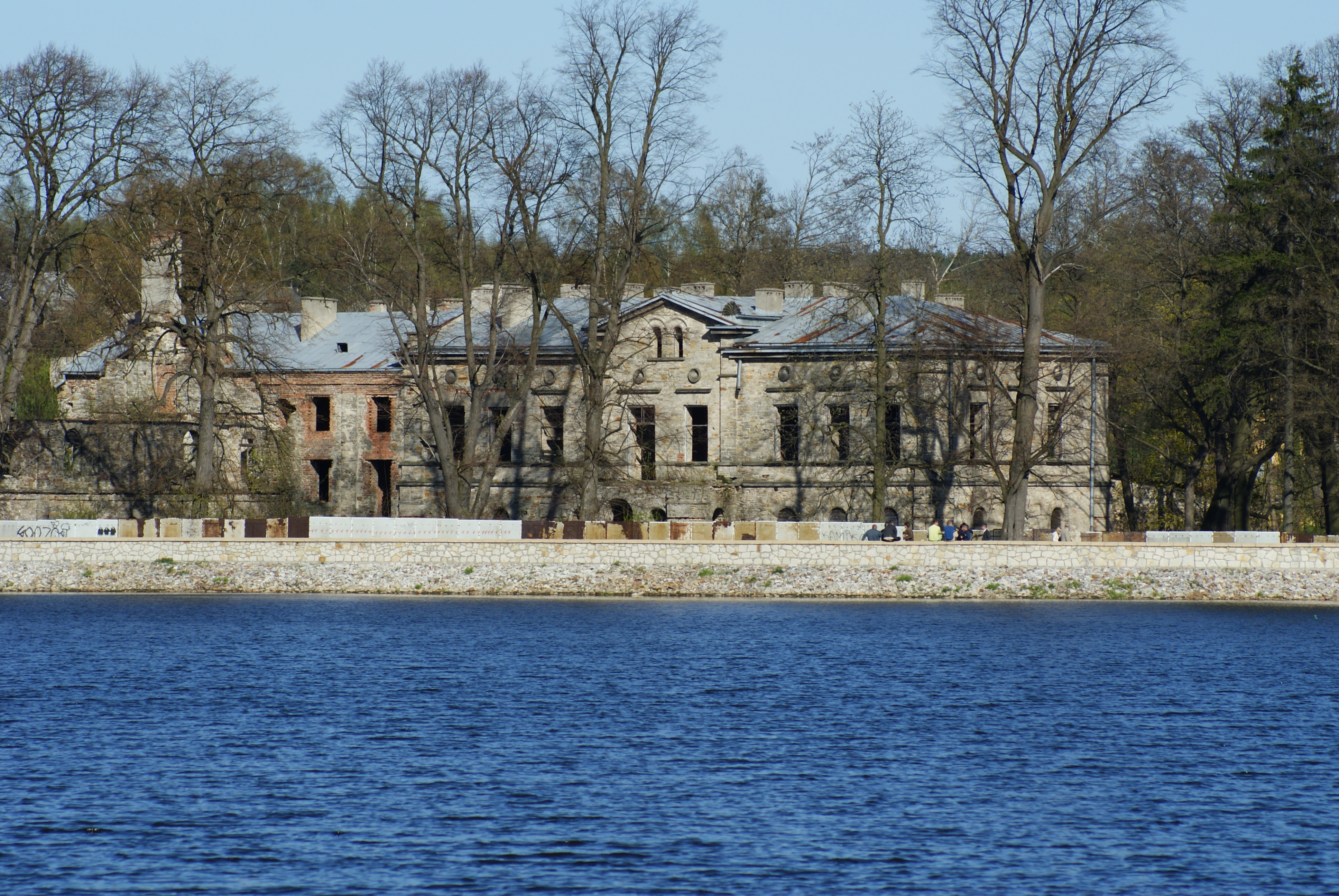
Pałac Schoenberga
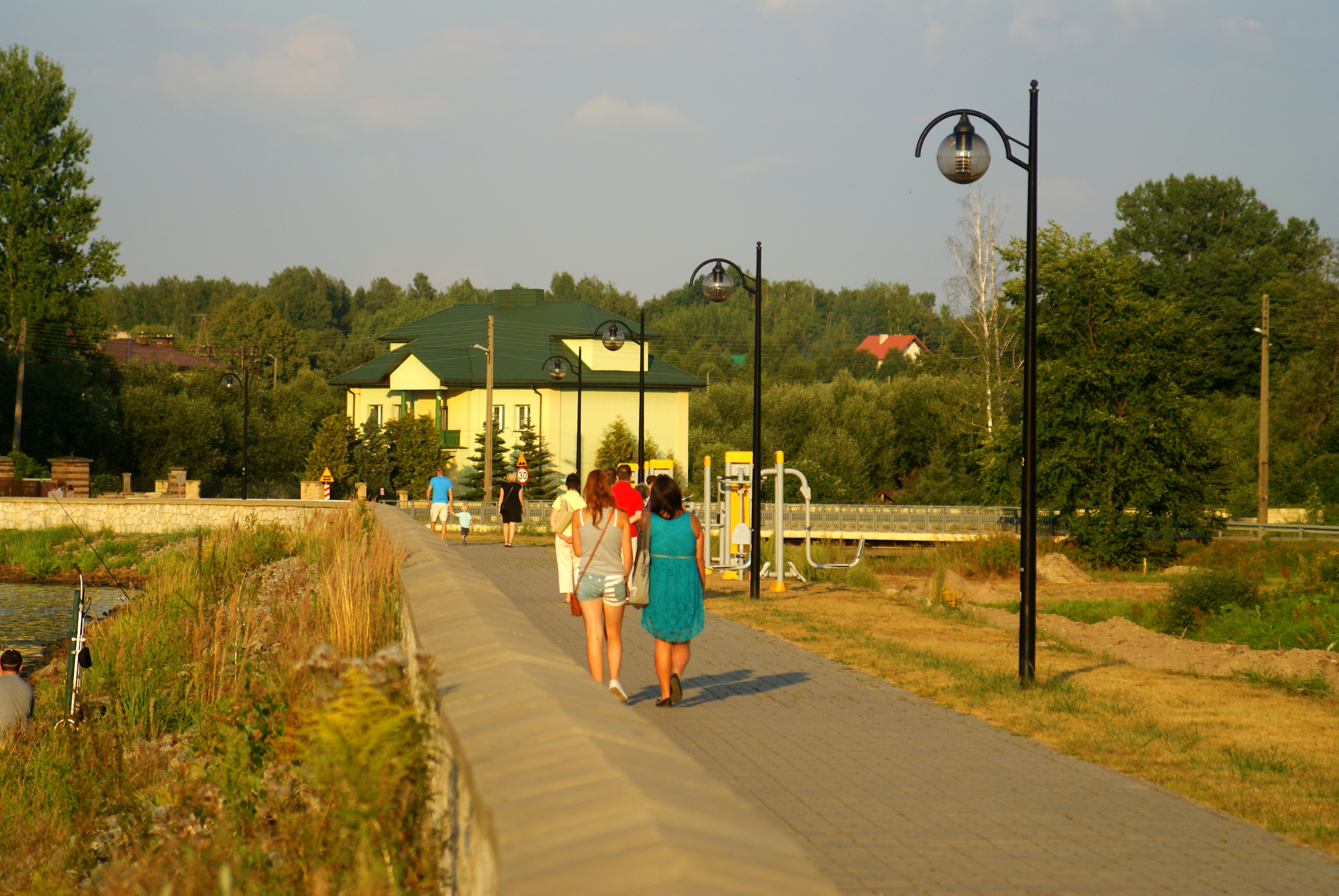
Promenada spacerowa przy zalewie